# Helena Klostermann

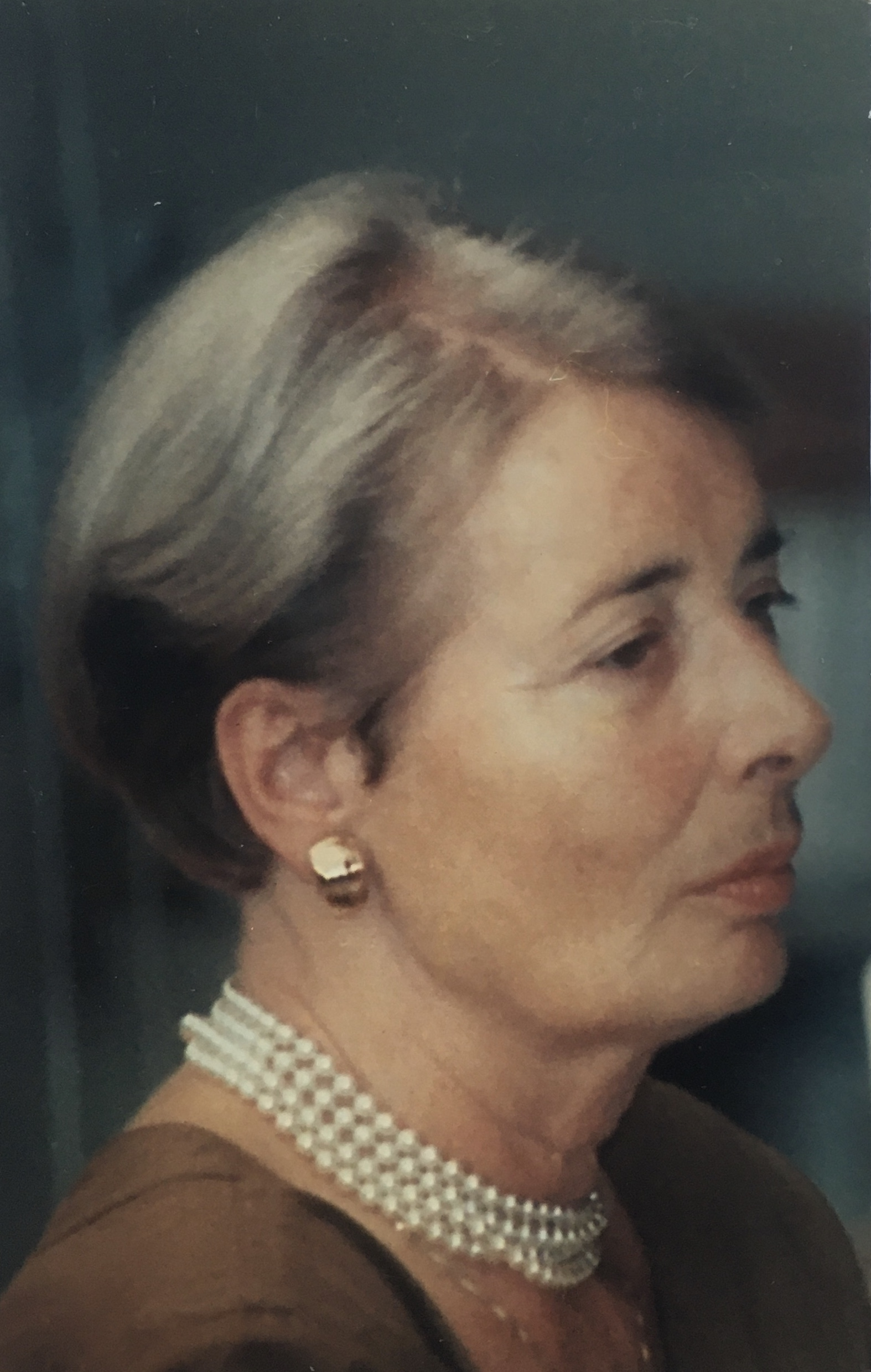
Helena Klostermann, 1993

Helena Klostermann (* 5. Februar 1918 als Helene Pauline Gries in Frankfurt am Main; † 5. April 2003 in Bad Homburg) war eine deutsche Schauspielerin, Autorin und Verlegerin.

## Leben
Klostermann wuchs in Frankfurt am Main auf und besuchte die dortige Elisabethenschule. Nach der mittleren Reife 1934 setzte sie ihre Ausbildung an der höheren Handelsschule fort. 1935 folgte der Wechsel an die Hochschule für Musik und Darstellende Kunst in Frankfurt am Main, damals noch Hochschule für Theater und Musik, wo sie zwei Jahre später ihre Schauspielausbildung abschloss.
Im selben Jahr heiratete sie den Verleger Vittorio Klostermann. Der Ehe entstammen drei Kinder: Michael (* 1939; † 1992) sowie die Zwillinge Petra Angiolina (* 1950; † 1978) und Vittorio Eckard (* 1950).

## Verlegerin

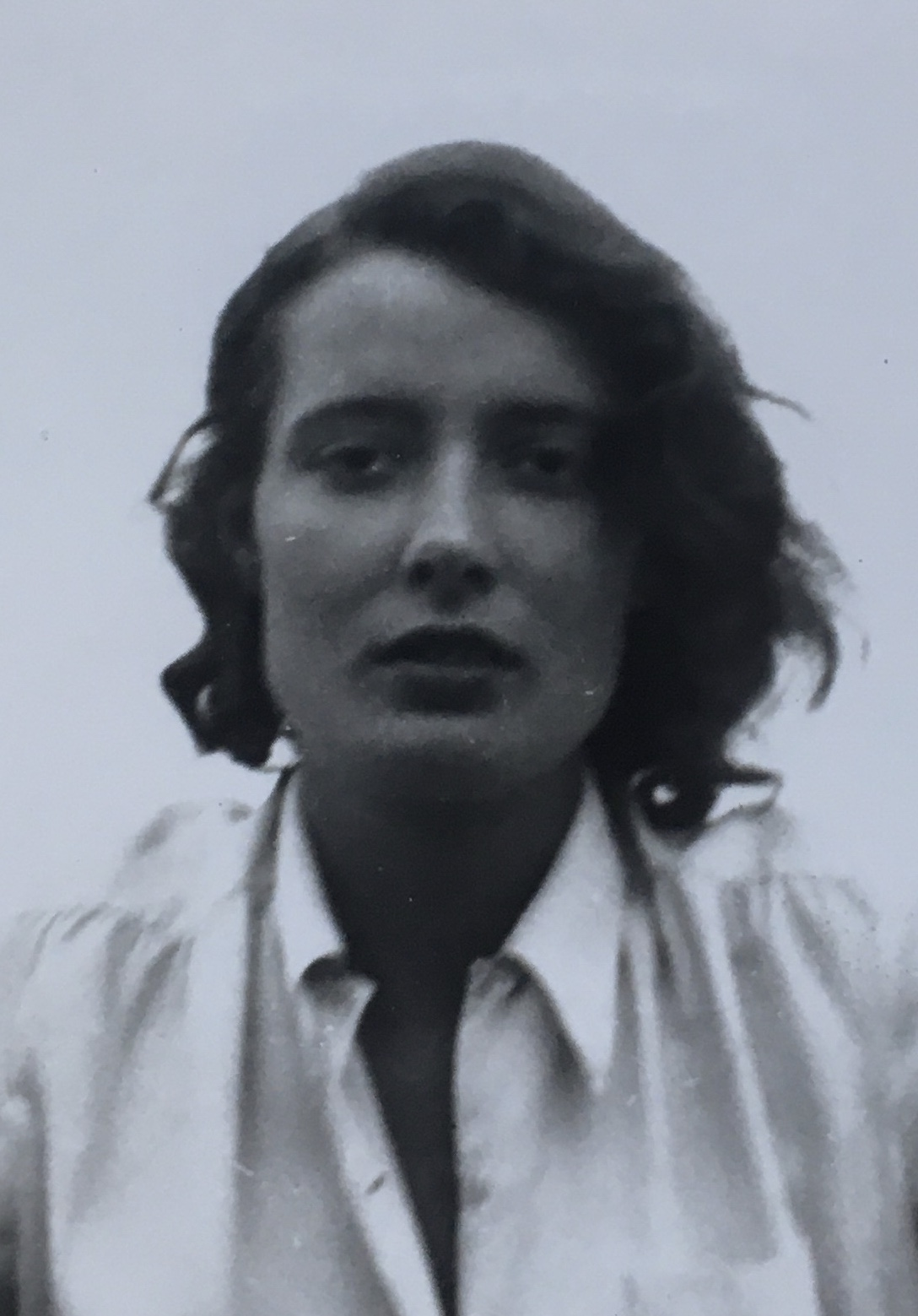
Helena Klostermann, 1942

Kurz nach Kriegsbeginn und nach der Geburt ihres ersten Sohnes hielt sich Klostermann für einige Monate in Überlingen am Bodensee auf, bei dem Kunsthistoriker Theodor Hetzer, einem Freund der Familie und Autor des Verlags ihres Mannes. Dort lernte sie Friedrich Georg Jünger kennen und machte ihn mit ihrem Mann bekannt. Jünger wurde durch diese Vermittlung nicht nur Autor des Verlags Vittorio Klostermann, sondern der engste und lebenslange Freund des Verlegers. Ebenso wurde die Verbindung des Verlags zu Otto Julius Hartmann und Rudolf Hauschka durch Klostermann gestiftet. Auch die Autorschaft Ernst Jüngers bei Klostermann während der 50er-Jahre geht auf ihre Initiative zurück.
Während der Kriegsjahre hatte der Klostermann-Verlag eine Dependance in Freiburg im Breisgau, die sie leitete. Nach dem Krieg war sie im Verlag in Frankfurt am Main tätig, hauptsächlich zur Betreuung der Pressearbeit und zur Kontaktpflege mit dem Buchhandel.

## Schauspielerin
Bereits mit 14 Jahren hatte Klostermann erste Statistenrollen bei den Römerberg-Festspielen. Nach dem Abschluss ihrer Schauspielausbildung 1937 folgten kleinere Engagements an Theatern. Eines ihrer ersten Engagements hatte Klostermann am Rhein-Mainischen Künstlertheater, dem heutigen Theater am Turm. Auf der damaligen Wanderbühne spielte sie die „Kreusa“ aus Franz Grillparzers Drama Medea.

### Köln
Ihr Durchbruch gelang Klostermann 1947 in der Rolle der Donna Proëza in der deutschen Uraufführung von Paul Claudels Der seidene Schuh am Kölner Schauspielhaus. Dabei stand sie unter anderem gemeinsam mit Werner Hessenland, Wilhelm Pilgram, Friedl Münzer und Hans Müller-Westernhagen auf der Bühne. Ihre schauspielerische Leistung wurde überregional in der Presse gewürdigt. So schrieb die Kölnische Rundschau nach der Premiere am 20. Oktober:

„Es ist vor allem dem ekstatischen Spiel Helena Klostermanns zu danken. Sie bringt alle Voraussetzungen für die Rolle der Proeza mit, die innere Entrücktheit, die unendlich zarte, zu leisesten Nuancen und doch auch zu stärksten Steigerungen fähige Lebendigkeit des Ausdrucks. Sie entfaltet diese Möglichkeit fast in jeder Szene vollendet in immer neuer Verwandlung.“

Die Volksstimme erläuterte: „Helena Klostermann gestaltete die Proeza in großzügiger Leidenschaft und Bewegtheit.“ und auch in der Zeit sah man „eine Reihe großer künstlerischer Momente“ zwischen Klostermann und Hessenland. Zum Dank für ihre Leistung erhielt Klostermann nach der Premiere keine Blumen, sondern die in der Nachkriegszeit so wichtigen Briketts.

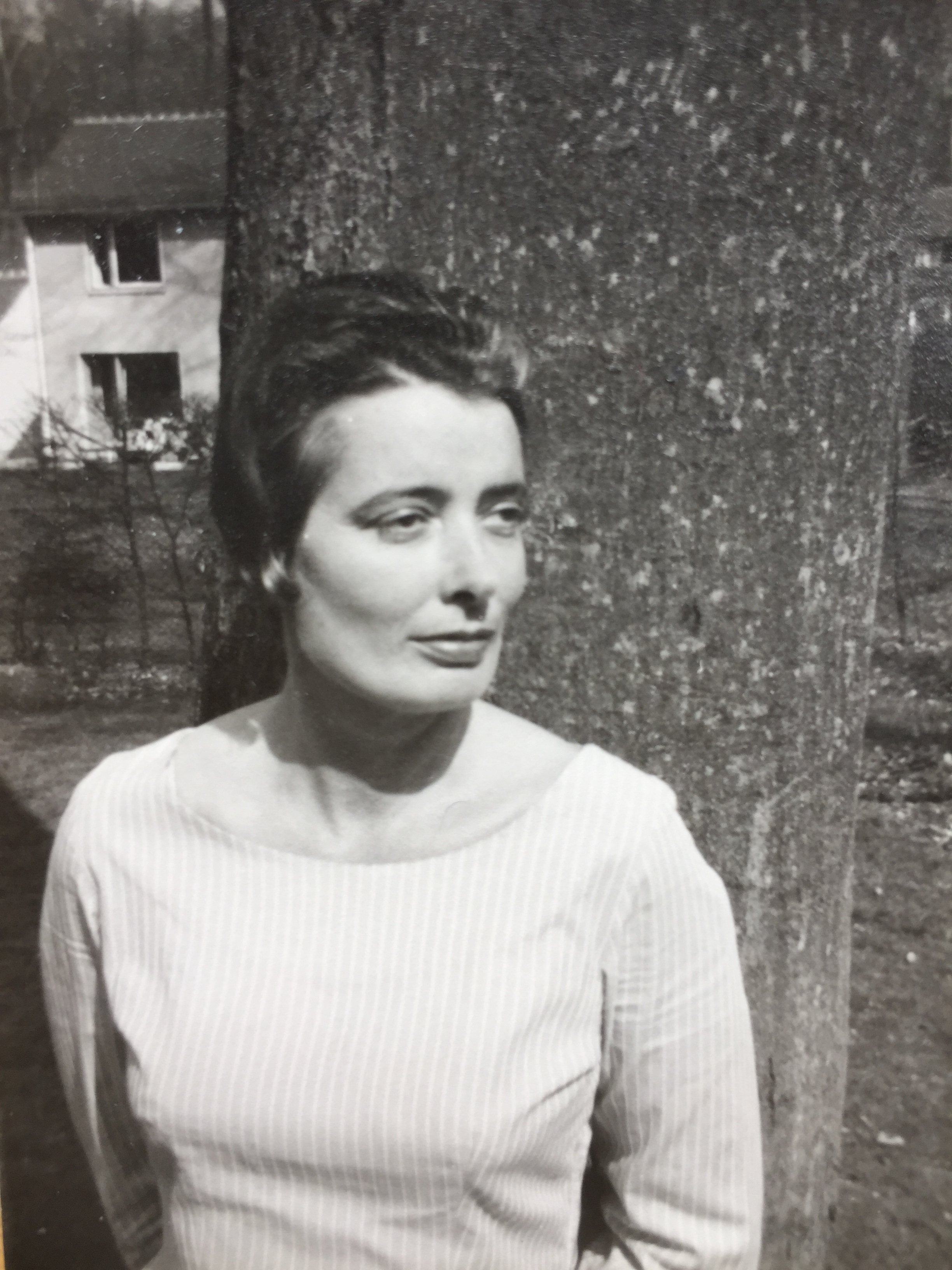
Helena Klostermann, 1950

1947 war Klostermann an einer Neuinszenierung von Schillers Don Karlos in Köln beteiligt. Unter der Regie von Herbert Maisch spielte sie 1948 als Lyra Schoppke in Carl Zuckmayers Des Teufels General.
Während der Domfestspiele im selben Jahr führte Klostermann zusammen mit Richard Aßmann, Rolf Henninger und Heinz Schacht Das Salzburger große Welttheater von Hugo von Hofmannsthal auf. 1949 inszenierte Herbert Maisch nach Don Karlos auch den Schiller-Klassiker Die Räuber neu. Dort spielte Klostermann die Amalia, die Braut des Grafensohnes Karl Moor.

### Frankfurt
Im selben Jahr wechselte Klostermann zum Schauspielhaus Frankfurt.
Gemeinsam mit Max Noack und Otto Rouvel stand sie dort für Max Kommerells Drama Die Gefangenen auf der Bühne.
Nach der Geburt der Zwillinge 1950 zog sich Klostermann zunächst aus dem Theaterleben zurück. 10 Jahre später hatte sie einen Gastauftritt als Heidi Dudenrod in einer Folge der erfolgreichen Familienserie des Hessischen Rundfunks Die Firma Hesselbach.

### Heidelberg
Von 1972 bis 1976 spielte sie in unterschiedlichen Rollen am Heidelberger Zimmertheater. In dieser Zeit war sie unter anderem die „Geliebte“ in Edward Albees Stück Alles vorbei sowie 1976 „Alans Mutter“ in Peter Shaffers Equus, das von der Kritik sehr gut aufgenommen wurde. Außerdem gab Klostermann in ihrer Heidelberger Zeit Gastspiele in der Tonne, dem Theater in Reutlingen. Dort spielte sie 1973 gemeinsam mit Peter Seum sowie Raimund und Michael Krone in Edward Bonds Gerettet. 1976 zog sich Klostermann endgültig aus der Theaterwelt zurück.

## Autorin
1965 veröffentlichte Klostermann zwei Essays in der Frankfurter Allgemeinen Zeitung sowie Der Welt. Unter ihrem Mädchennamen Helene Gries schrieb sie über die unerwartete Geburt und die Erziehung von Zwillingen sowie ihre Erfahrungen als ehrenamtliche Helferin in einem Krankenhaus.
1984 erschien ihr Buch Alter als Herausforderung. Frauen über sechzig erzählen. In diesem porträtiert Klostermann anhand von Interviews zwanzig Frauen zwischen 60 und 90 Jahren. Themen wie die Autonomie im Alter spielen eine ebensolche Rolle wie Sehnsüchte und Wünsche für die Zukunft. In den Medien fand Klostermanns Sachbuch eine positive Resonanz, so im Tagesspiegel, dem Deutschen Allgemeinen Sonntagsblatt und dem EMMA-Magazin. Die Frankfurter Rundschau brachte einen Vorabdruck. Außerdem wurde Klostermanns Werk 1997 in The Feminist Encyclopedia of German Literature aufgenommen.

## Theater (Auswahl)
- 1937: als Elisabeth von Valois in Don Karlos
- 1937: als Kreusa in Medea
- 1947: als Donna Proëza in Der seidene Schuh
- 1947: als Sophie in Ein Spiel von Tod und Liebe
- 1947: als Elisabeth von Valois in Don Karlos
- 1948: als Lyra Schoppke in Des Teufels General
- 1948: als Frau Welt in Das Salzburger große Welttheater
- 1949: als Amalia von Edelreich in Die Räuber
- 1949: als Helene in Die Gefangenen
- 1972: als Geliebte in Alles vorbei
- 1973: als Mary in Gerettet
- 1974: Dachlawine
- 1976: als Alans Mutter in Equus

## Filmografie
- 1962: als Heidi Dudenrod in Die Firma Hesselbach (Folge 63)

## Werk
- 1984: Alter als Herausforderung. Frauen über sechzig erzählen. ISBN 978-3-596-23751-7.